# Elecciones generales de Granada de 1999
Las elecciones generales de Granada de 1999 tuvieron lugar el 18 de enero del mencionado año con el objetivo de renovar los 15 escaños de la Cámara de Representantes, con base en cuya composición se integró el Senado, configurando el Parlamento de Granada para el período 1999-2004. Se trató de los quintos comicios que tenían lugar en Granada desde su independencia del Reino Unido en 1974, así como los cuartos desde la invastión estadounidense de 1983. Fueron también las duodécimas elecciones bajo sufragio universal en el país.
El gobierno del Nuevo Partido Nacional (NPP), encabezado por Keith Mitchell, contaba con una mayoría de un solo escaño en el Parlamento, lo que se tradujo en múltiples intentos de moción de censura por parte de los principales partidos opositores, el Congreso Nacional Democrático (NDC), liderado por George Brizan, y el Partido Laborista Unido de Granada (GULP). En diciembre de 1998, el ministro de Relaciones Exteriores, Raphael Fletcher, dimitió de su cargo y abandonó el gobierno, dejando al NNP sin mayoría. Previendo una nueva maniobra parlamentaria para removerlo del cargo, Mitchell anunció la disolución anticipada del Parlamento y la convocatoria a elecciones para enero de 1999, más de un año y medio antes de la fecha programada originalmente. Fue el primer adelanto electoral desde 1976.
Mitchell centró su campaña en pedir al pueblo una mayoría que le permitiera gobernar, acusando a la oposición de obstruccionista e ineficaz, y prometiendo continuar con sus políticas de conservadurismo fiscal y gasto parcial en infraestructuras con apoyo de inversión extranjera. La oposición enfrentó la campaña en desventaja por el adelanto electoral y prácticamente acéfala: aquejado por problemas de salud, Brizan había empezado a retirarse del liderazgo del NDC y, aunque continuaba siendo líder nominal del partido, la campaña fue liderada por Joan Purcell (primera mujer en encabezar un partido importante en el país), una dualidad que debilitó su posición. Por su parte, el GULP hizo una complicada coalición con el Movimiento Laborista Popular, una antigua escisión del partido, y enfrentó sus primeros comicios tras la muerte de su histórico líder y fundador Eric Gairy. La campaña de la oposición se enfocó en criticar escándalos de corrupción en las altas esferas del gobierno, así como señalar un deterioro en el sistema de salud y casos de brutalidad policial desatendidos por el NNP.
Beneficiado por el clima económico favorable y la división de la oposición, el NNP obtuvo un triunfo abrumador con el 62,47% de los votos válidamente emitidos (lo que permanece hasta la fecha como el voto popular más alto logrado en Granada en una elección multipartidista) y ganó las quince circunscripciones parlamentarias, permitiéndole gobernar sin opositores electos. El NDC cayó a un 25,08% de los votos, siendo el partido opositor con mejor desempeño pero perdiendo los cinco escaños que tenía hasta entonces. La coalición del GULP perdió sus dos escaños, obtuvo solo un 11,71% de los votos y se vio fuera de la relevancia política por primera vez desde 1951. La participación cayó drásticamente, a un 56,54% del electorado registrado. Mitchell prestó juramento para su segundo mandato el 18 de enero, protagonizando la segunda vez en la historia de Granada (y primera desde la invasión) en que un gobierno fue reelegido para un segundo mandato consecutivo en el poder.

## Antecedentes
Las elecciones generales de 1995 resultaron en una ajustada victoria para el Nuevo Partido Nacional (NNP), liderado por Keith Mitchell, que retornó al poder con 8 de los 15 escaños, garantizando la elección de Keith Mitchell como primer ministro de Granada. El Congreso Nacional Democrático (NDC), liderado por el hasta entonces primer ministro George Brizan, se ubicó segundo con 5 escaños, por lo que Brizan asumió como líder de la Oposición en la Cámara. En tercer lugar, el Partido Laborista Unido de Granada (GULP) del ex primer ministro Eric Gairy, obtuvo los dos escaños restantes. La victoria del NNP dependió, sin embargo, de una serie de ajustadas victorias en varias circunscripciones, y su mayoría reducida provocó que el nuevo gobierno asumiera con una base de apoyo débil. Sin embargo, el NDC sufrió una grave ruptura después de las elecciones con la salida de Francis Alexis, uno de sus líderes fundadores, tras una disputa de liderazgo con Brizan. Alexis (parlamentario por Saint George South East) fundó el Partido Laborista Democrático, que más tarde se rebautizaría como Movimiento Laborista Popular (PLM).
Mitchell asumió el poder con la promesa de combatir el alto desempleo, que había estado cerca de alcanzar el 30% para el año 1995 y había sido un punto clave en su campaña electoral. Aunque mantuvo las políticas de corte neoliberal que había mantenido el gobierno del NDC, Mitchell las combinó con un masivo despliegue en proyectos de infraestructura, combinados con una retórica populista y políticas que alentaban a la inversión extranjera con el fin de generar empleo. Aunque no se tradujo en una mejora inmediata de las condiciones sociales, la rápida expansión de la infraestructura turística y el disparo de esta industria implicó que el desempleo se redujera drásticamente en pocos años. Esto contribuyó a disparar considerablemente la popularidad del gobierno en los años posteriores a las elecciones, así como consolidar para el NNP una base de apoyo social tanto en áreas urbanas como rurales.
Desde un principio, el gobierno de Mitchell enfrentó una oposición agresiva por parte del NDC. En los primeros meses de la administración, Brizan acusó a Mitchell de iniciar una ofensiva contra la libertad de prensa al censurar los medios de comunicación públicos para que no cubrieran las declaraciones de la oposición, así como de purgar a los empleados públicos del gobierno del NDC por motivos partidistas. Mitchell rechazó estas acusaciones, que consideró políticamente motivadas. Al principio, Mitchell había buscado un acercamiento con el GULP bajo el liderazgo de Eric Gairy, intentando acceder al respaldo de su base de votantes empobrecida y su respaldo parlamentario. Signos de esta cooperación incluyeron el nombramiento de la hija de Gairy, Marcelle Gairy, como Alta Comisionada de Granada ante el Reino Unido (una de las principales representaciones diplomáticas del país en el extranjero). Gairy reconoció al liderazgo de Mitchell y lo identificó públicamente como un elemento originario de la clase trabajadora, refiriéndose incluso a él en público como «hijo mío». Sin embargo, el 23 de agosto de 1997, Gairy murió a los 75 años, lo que provocó la destrucción del liderazgo centralizado del GULP. Recién en mayo de 1998 se celebró una convención para elegir a un nuevo líder, asumiendo Herbert Preudhomme (que había sido vice primer ministro durante el régimen autoritario de Gairy). Su nuevo liderazgo, aunque débil, se distanció rápidamente del gobierno de Mitchell y comenzó a cooperar con Alexis, buscando construir una «coalición laborista».
Frente a la exigua mayoría parlamentaria, el NDC cooperó con el bloque laborista y buscó agitar posibles focos de oposición interna a Mitchell dentro del NNP para forzar una moción de censura en su contra, realizándose dos votaciones fallidas de la misma en 1997. Estos intentos, aunque fracasaron en deponer a Mitchell, dejaron en claro que el control parlamentario del gobierno era frágil. La oposición acusó a Mitchell de corrupción, afirmando que muchas de las concesiones a empresas extranjeras para generar empleo se habían ejecutado de manera poco transparente. A lo largo del año 1998, funcionarios disidentes del NNP dieron validez a las acusaciones de la oposición, lo que dejó abierta a una posible deserción parlamentaria. El 1 de diciembre de 1998, el ministro de Relaciones Exteriores y parlamentario por la Ciudad de Saint George, Raphael Fletcher, anunció que abandonaba el NNP denunciando corrupción en las filas del partido. Mitchell condenó la deserción de Fletcher, denunciando que el ministro formaba parte de un complot (en el cual implicó, entre otros, al régimen libio de Muamar el Gadafi) para derrocarlo. Si el Parlamento se hubiera vuelto a reunir, el gobierno se hubiera visto sin mayoría con tan solo 7 de los 15 escaños. Enfrentando una muy probable moción de censura exitosa por parte de Brizan, Mitchell anunció el 2 de diciembre la disolución del Parlamento y la convocatoria anticipada a elecciones generales.

## Sistema electoral
| Mapa                    | Circunscripción               | Parlamentarios (1995) | Parlamentarios (1995) | Parlamentarios (1995) |
| ----------------------- | ----------------------------- | --------------------- | --------------------- | --------------------- |
|                         | Carriacou y Pequeña Martinica | Joan Purcell          |                       | NDC                   |
| Saint Andrew North East | Oliver Archibald              |                       | NNP                   |                       |
| Saint Andrew North West | Laurina Waldron               |                       | NNP                   |                       |
| Saint Andrew South East | Clarence Rapier               |                       | GULP                  |                       |
| Saint Andrew South West | Michael Baptiste              |                       | GULP                  |                       |
| Saint David             | Michael Andrew                |                       | NDC                   |                       |
| Ciudad de Saint George  | Raphael Fletcher              |                       | NNP                   |                       |
| Saint George North East | George Brizan                 |                       | NDC                   |                       |
| Saint George North West | Keith Mitchell                |                       | NNP                   |                       |
| Saint George South      | Mark Isaac                    |                       | NNP                   |                       |
| Saint George South East | Francis Alexis                |                       | DLP                   |                       |
| Saint John              | Grace Duncan                  |                       | NNP                   |                       |
| Saint Mark              | William Dewsbury              |                       | NNP                   |                       |
| Saint Patrick East      | Adrian Mitchell               |                       | NNP                   |                       |
| Saint Patrick West      | Kenny Lalsingh                |                       | NDC                   |                       |

Los comicios se realizaron bajo el texto constitucional instaurado en 1974 y la Ley de Elecciones para la Cámara de Representantes de 1993. Bajo las disposiciones vigentes, Granada era una monarquía parlamentaria en el marco de la Mancomunidad de Naciones, con Isabel II como jefa de estado representada localmente por un Gobernador General, mientras que la jefatura de gobierno residía en un primer ministro y su gabinete dependientes de la confianza del Parlamento. El sistema parlamentario granadino estaba modelado en torno al sistema Westminster, compuesto por una Cámara de Representantes elegida por voto popular y un Senado designado basándose en la composición de la Cámara. Las elecciones generales se realizarían cada cinco años, aunque el Parlamento podía ser disuelto para convocar a elecciones anticipadas antes del final del mandato.
Todos los ciudadanos de la Mancomunidad de Naciones con residencia permanente en Granada que fueran mayores de dieciocho años tendrían derecho a voto. El sistema electoral para las elecciones a la Cámara de Representantes sería el escrutinio mayoritario uninominal. El país estaba dividido en quince circunscripciones, cada una de las cuales estaría representada por un miembro del Parlamento elegido a simple mayoría de votos. Todos los electores calificados con domicilio o residencia en el país o residencia durante al menos doce meses inmediatamente antes de la votación y que supieran leer y hablar en inglés con fluidez tendrían derecho a presentarse como candidatos. Quedarían excluidos los que tuvieran una quiebra no liquidada, debieran lealtad a un estado extranjero, fueran declarados mentalmente insanos o pesara sobre ellos una sentencia de muerte o prisión superior a un año, así como determinados funcionarios del gobierno. El potencial candidato debía presentar el aval de seis electores registrados en su circunscripción y un depósito monetario de EC$300. Si el candidato obtenía menos del 12,5% de los votos, el depósito sería entregado al Estado.
El partido político que obtuviera una mayoría en la Cámara de Representantes o lograse reunir los respaldos para gozar de la confianza del cuerpo tendría derecho a formar gobierno, y su líder sería nombrado primer ministro. Al líder del partido con más escaños que no formara parte del gobierno le correspondería el cargo de líder de la Oposición. El Senado sería designado por el Gobernador General después de las elecciones. Se designarían siete senadores nombrados por consejo del primer ministro, tres por consejo del líder de la Oposición y tres independientes por consejo del primer ministro después de haber consultado con grupos de la sociedad.

## Partidos y candidaturas
La nominación de candidatos tuvo lugar el 29 de diciembre de 1998. El adelanto electoral, así como el corto período de tiempo de cara a la nominación, tomó por sorpresa a la oposición, lo que provocó que enfrentaran graves problemas para nominar candidatos, reduciendo la cantidad de candidatos a casi la mitad que en las anteriores elecciones. El Nuevo Partido Nacional fue el único partido que disputó las quince circunscripciones, la primera elección granadina desde 1962 en la que solo un partido disputó todos los escaños. Elvin Nimrod (que en 1995 se había ubicado segundo en Carriacou y Pequeña Martinica como candidato independiente) y Michael Baptiste (elegido en 1995 como candidato del GULP) se postularon esta vez como candidatos del NNP, mientras que Grace Duncan, parlamentaria por el NNP en Saint John, se presentó como candidata del GULP. El Congreso Nacional Democrático fue el partido opositor con mayor número de candidatos, presentando doce (cuatro de los cuales eran sus parlamentarios en ejercicio). La coalición entre el Partido Laborista Unido de Granada y el Movimiento Laborista Popular presentó nueve candidaturas, con Francis Alexis (elegido en 1995 como candidato del NDC) y Raphael Fletcher (el parlamentario desertor del NNP) buscando la reelección como aspirantes de la coalición. El Movimiento Patriótico Maurice Bishop postuló solo siete escaños, la primera vez desde la invasión que el partido izquierdista no postulaba suficientes escaños para aspirar a una mayoría absoluta.
| Circunscripción               | NNP                  | NDC               | GULP-UL          | MBPM               | GOD              | Independiente  |
| ----------------------------- | -------------------- | ----------------- | ---------------- | ------------------ | ---------------- | -------------- |
| Carriacou y Pequeña Martinica | Elvin Nimrod         | Joan Purcell      |                  | Lyle Bullen        |                  |                |
| Saint Andrew North East       | Oliver Archibald     | Livingston Nelson | Neville Rennie   | Oscar Andall       |                  |                |
| Saint Andrew North West       | Laurina Waldron      | Alleyne Walker    | Selwyn Humphrey  |                    |                  |                |
| Saint Andrew South East       | Cuthbert McQueen     | Gordon Hamilton   | Clarence Rapier  |                    |                  |                |
| Saint Andrew South West       | Michael Baptiste     | Osbert Charles    | Jerry Seales     |                    |                  |                |
| Saint David                   | Joslyn Whiteman      | Michael Andrew    |                  |                    |                  |                |
| Ciudad de Saint George        | Brenda Hood          | Kent Joseph       | Terry Marryshow  |                    | Calude DeChoteau |                |
| Saint George North East       | Augustine John       | George Brizan     | Yolande Baptiste |                    |                  |                |
| Saint George North West       | Keith Mitchell       | Ingrid Jackson    | Kent Francois    |                    | Justin McBurnie  |                |
| Saint George South            | Mark Isaac           |                   | Raphael Fletcher | Richard Peters     |                  | Dorset Charles |
| Saint George South East       | Gregory Bowen        | Francis Alexis    | Claudius Lindsay | Eunice Belfon      |                  |                |
| Saint John                    | Claris C. T. Charles | Grace Duncan      | Laurie Calliste  | Wayne K. Frederick |                  |                |
| Saint Mark                    | Clarice Modeste      | Henry DeAllie     |                  |                    |                  |                |
| Saint Patrick East            | Adrian Mitchell      | Tillman Thomas    | Abraham DeCoteau |                    |                  |                |
| Saint Patrick West            | Anthony Boatswain    | Kenny Lalsingh    |                  |                    |                  |                |

## Campaña
Al igual que la precampaña, la campaña se consideró excepcionalmente corta para una elección granadina, lo que fue criticado como injusto por los partidos opositores. La campaña formal duró desde el día de la nominación el 29 de diciembre hasta el 16 de enero, dos días antes de los comicios.
El oficialista Nuevo Partido Nacional basó su campaña en defender sus credenciales económicas tras la drástica baja del desempleo durante sus tres años y medio de gobierno, buscando contrarrestar las denuncias de corrupción por parte de la oposición. El primer ministro Keith Mitchell declaró que buscaría seguir invirtiendo en infraestructuras y atrayendo inversiones extranjeras para desarrollar las instalaciones del país y crear nuevos puestos de trabajo. Debido a los problemas políticos enfrentados durante la legislatura, el NNP enfocó su discurso en criticar a la oposición, acusándolos de buscar desestabilizar el país con el fin de derrocar al partido del poder, y llamó a los granadinos a un voto contundente que le garantizara al oficialismo una amplia mayoría. La oposición acusó al gobierno de utilizar los recursos del Estado para hacer campaña y declaró tener evidencia de compra de votos, aunque los observadores internacionales no pudieron determinar la veracidad.
A pesar de competir por separado, el Congreso Nacional Democrático y el bloque Partido Laborista Unido de Granada-Unidad Laborista acordaron respaldarse en las circunscripciones donde el otro no competía, además de comprometerse a formar gobierno juntos si el NNP fracasaba en recuperar la mayoría. Sin embargo, los desacuerdos en torno a quién debería convertirse en primer ministro en caso de una victoria, así como las constantes peleas entre partidarios y la fragmentación en los distritos que se disputaron mutuamente debilitó su capacidad. Con la popularidad del gobierno por el éxito económico jugando en contra, la oposición se enfocó en resaltar los escándalos financieros, acusando a Mitchell de liderar «la administración más corrupta desde 1984». También resaltaron aspectos negativos de la política económica, acusando a Mitchell de no hacer lo suficiente para mejorar el sistema de salud, y resaltando el aumento de los casos de brutalidad policial.

## Observación internacional
El 6 de enero de 1999, el gobierno de Granada invitó a la Organización de Estados Americanos a enviar una delegación para observar las elecciones, que fue aceptada al día siguiente. La delegación de la OEA fue presidida por Joseph Edmuns, exembajador de Santa Lucía ante los Estados Unidos. El despliegue de la misión incluyó varias actividades previas a las elecciones, como reuniones con representantes de los principales partidos, funcionarios electorales, periodistas y líderes de la sociedad civil para conocer sus perspectivas sobre el proceso electoral. Los observadores también asistieron a actividades de campaña y sesiones de capacitación para los oficiales de votación. Durante la jornada electoral, la misión de observación pudo estar presente en el 80% de las mesas de votación. Finalizado el proceso, la OEA emitió un reporte en el que calificó las elecciones como «libres y justs» y calificó sus resultados como «un reflejo preciso de la voluntad del pueblo de Granada». La misión realizó algunas recomendaciones para agilizar el proceso de registro electoral. Mencionó que algunos representantes de partidos políticos alegaron que se ofrecía dinero a los votantes para asegurar sus votos, aunque la misión no pudo corroborar estas afirmaciones durante su observación.

## Resultados

### Nivel general
La votación transcurrió el 18 de enero de con normalidad. Mitchell votó temprano en Happy Hill, Saint George, y declaró que confiaba en una victoria aplastante, afirmando no ver «cómo ningún escaño de la oposición puede sobrevivir a esta marea» y remarcando que «el impulso ha sido tremendo en los últimos días». El resultado final fue una victoria abrumadora para el Nuevo Partido Nacional, que obtuvo un 62,47 % de los votos válidamente emitidos y se impuso en las quince circunscripciones nacionales, garantizándose el control absoluto de la Cámara de Representantes. Se trató del segundo voto popular nacional más abultado para un partido en la historia electoral granadina (solo por debajo del obtenido por el GPP en 1951) y la última vez hasta la fecha que un solo partido ha obtenido más del 60 % de los votos. Al igual que en las anteriores elecciones, el mejor resultado para el NNP fue en Saint George North West, la circunscripción del propio Mitchell, donde este resultó reelegido con el 90,18 % (lo que permanece hasta la fecha como el porcentaje personal más alto obtenido por un candidato en una elección granadina) y provocó que todos sus oponentes perdieran su depósito. Su porcentaje más bajo fue en Saint John, donde Claris Charles obtuvo el 49,64 % y arrebató su escaño a Grace Duncan (que se postuló como candidata del GULP) por tan solo 74 votos, la única contienda de la jornada en la que el ganador no obtuvo una mayoría absoluta de votos. Pese a que el NNP tradicionalmente había obtenido triunfos holgados en el norte de la isla principal, en esta ocasión el partido logró resultados excepcionalmente altos en el sur de Granada, donde se concentraban los apoyos al NDC.
Los dos principales partidos de la oposición, el Congreso Nacional Democrático y el Partido Laborista Unido de Granada, sufrieron un desplome electoral y perdieron la totalidad de los escaños que había obtenido en 1995, así como los escaños que habían obtenido el GULP por las deserciones del NNP. Esto implicó que varios de los dirigentes fundadores de los partidos y parlamentarios que llevaban en sus cargos desde 1984 perdieran sus escaños. En el caso del NDC, George Brizan, que ejercía como líder de la Oposición en la Cámara, perdió su escaño en Saint George North East al recibir el 42,58 % contra el 56,29 % de Augustine John, mientras que Joan Purcell (considerada la segunda figura más poderosa del partido detrás de Brizan) perdió Carriacou y Pequeña Martinica ante Elvin Nimrod, que había sido su principal retador como independiente en 1995 y esta vez compitió apoyado por el NNP. Pese a perder su escaño, Purcell fue la candidata del NDC con mejor desempeño al obtener un 44,03 % de los votos, lo que de hecho fue una mejora de casi once puntos respecto a su resultado de 1995. Brizan y Purcell fueron los únicos candidatos del NDC que superaron el 40 % de los votos. Le siguieron los otros dos parlamentarios en ejercicio, Kenny Lalsingh en Saint Patrick West con un 39,37 % y Michael Andrew en Saint David con un 38,61 %. Ambas circunscripciones vieron una competencia puramente bipartidista entre el NNP y el NDC. Pese a sufrir una derrota parlamentaria total, el NDC se aseguró un 25,08 % de los votos a nivel nacional (lo cual solo fue una caída de solo cinco puntos respecto a 1995), consolidándose como el única alternativa al NNP electoralmente viable.
En el plano de los terceros partidos, los comicios vieron al laborismo granadino, representado en la coalición entre el Partido Laborista Unido de Granada y el Movimiento Laborista Popular y encabezado en los comicios por el exdirigente del NDC Francis Alexis, verse fuera del Parlamento por primera vez desde la instauración del sufragio universal en 1951, un golpe del que nunca volvería a recuperarse. La elección vio a Francis Alexis perder aplastantemente el escaño que ocupaba desde 1984 en Saint George South East, recibiendo un 38,36 % de los votos contra el 60,46 % de Gregory Bowen, candidato del NNP. Tanto Clarence Rapier (último parlamentario electo del GULP) así como Raphael Fletcher y Grace Duncan, que habían desertado a la coalición laborista, perdieron sus escaños. Duncan fue la candidata laborista con mejor desempeño al obtener el 47,45 % de los votos en Saint John, lo que fue además el mejor resultado para un candidato ajeno al NNP en la elección. Michael Baptiste, parlamentario del GULP que había desertado al NNP antes de la elección y había retenido su escaño en Saint Andrew South West con un 67,81 % de los votos, desertaría al año siguiente y volvería al GULP (asumiendo como líder de la Oposición en el resto de la legislatura). Sin embargo, el laborismo granadino no volvería a ganar escaños en una elección.
|  | 62.47 % |

|  | 25.08 % |

|  | 11.71 % |

|  | 0.63 % |

|  | 0.03 % |

|  | 0.09 % |

|  | 99.51 % |

|  | 0.49 % |

|  | 100.00 % |

|  | 56.54 % |

### Resultados por circunscripción
|  | 55.28 % |

|  | 44.03 % |

|  | 0.69 % |

|  | 99.44 % |

|  | 0.56 % |

|  | 100.00 % |

|  | 59.04 % |

|  | 63.36 % |

|  | 19.95 % |

|  | 16.69 % |

|  | 99.47 % |

|  | 0.53 % |

|  | 100.00 % |

|  | 57.02 % |

|  | 67.81 % |

|  | 25.86 % |

|  | 6.32 % |

|  | 99.44 % |

|  | 0.56 % |

|  | 100.00 % |

|  | 53.83 % |

|  | 59.36 % |

|  | 33.60 % |

|  | 5.92 % |

|  | 1.11 % |

|  | 99.33 % |

|  | 0.67 % |

|  | 100.00 % |

|  | 56.45 % |

|  | 59.43 % |

|  | 34.98 % |

|  | 5.59 % |

|  | 99.50 % |

|  | 0.50 % |

|  | 100.00 % |

|  | 62.42 % |

|  | 61.39 % |

|  | 38.61 % |

|  | 99.98 % |

|  | 0.02 % |

|  | 100.00 % |

|  | 59.01 % |

|  | 61.41 % |

|  | 37.06 % |

|  | 0.90 % |

|  | 0.63 % |

|  | 99.55 % |

|  | 0.45 % |

|  | 100.00 % |

|  | 50.90 % |

|  | 56.29 % |

|  | 42.58 % |

|  | 1.13 % |

|  | 99.77 % |

|  | 0.23 % |

|  | 100.00 % |

|  | 54.48 % |

|  | 90.18 % |

|  | 6.50 % |

|  | 3.23 % |

|  | 0.08 % |

|  | 99.29 % |

|  | 0.71 % |

|  | 100.00 % |

|  | 58.92 % |

|  | 60.46 % |

|  | 38.36 % |

|  | 1.07 % |

|  | 0.11 % |

|  | 99.02 % |

|  | 0.98 % |

|  | 100.00 % |

|  | 59.54 % |

|  | 70.59 % |

|  | 27.64 % |

|  | 1.07 % |

|  | 0.71 % |

|  | 99.38 % |

|  | 0.62 % |

|  | 100.00 % |

|  | 50.78 % |

|  | 49.64 % |

|  | 47.45 % |

|  | 2.70 % |

|  | 0.21 % |

|  | 99.29 % |

|  | 0.71 % |

|  | 100.00 % |

|  | 55.43 % |

|  | 64.60 % |

|  | 35.40 % |

|  | 99.54 % |

|  | 0.46 % |

|  | 100.00 % |

|  | 61.34 % |

|  | 60.88 % |

|  | 24.40 % |

|  | 14.72 % |

|  | 99.14 % |

|  | 0.86 % |

|  | 100.00 % |

|  | 55.27 % |

|  | 60.63 % |

|  | 39.37 % |

|  | 99.85 % |

|  | 0.15 % |

|  | 100.00 % |

|  | 58.10 % |